# Antônio Barbosa Gomes Nogueira
Antônio Barbosa Gomes Nogueira (Sabará, 26 de abril de 1823 — Rio de Janeiro, 11 de outubro de 1885) foi um político brasileiro.
Foi presidente da Província do Paraná, de 16 de março de 1861 a 31 de maio de 1863.